# Diócesis de Basankusu
La diócesis de Basankusu (en latín: Dioecesis Basankusuensis y en francés: Diocèse de Basankusu) es una circunscripción eclesiástica de la Iglesia católica en la República Democrática del Congo. Se trata de una diócesis latina, sufragánea de la arquidiócesis de Mbandaka-Bikoro. Desde el 9 de noviembre de 2001 su obispo es Joseph Mokobe Ndjoku.

## Territorio y organización
La diócesis tiene 77 000 km² y extiende su jurisdicción sobre los fieles católicos de rito latino residentes en partes de las provincias de: Équateur, Tshuapa, Mongala y Tshopo.
La sede de la diócesis se encuentra en la ciudad de Basankusu, en donde se halla la Catedral de los Santos Pedro y Pablo.
En 2020 en la diócesis existían 20 parroquias.

## Historia
La prefectura apostólica de Basankusu fue erigida el 28 de julio de 1926 con el breve Cum etiam del papa Pío XI, obteniendo el territorio del vicariato apostólico de Nouvelle-Anvers (hoy diócesis de Lisala).
El 8 de enero de 1948 la prefectura apostólica fue elevada a vicariato apostólico con la bula Ad potioris del papa Pío XII.
El 14 de junio de 1951 cedió una parte de su territorio para la erección de la prefectura apostólica de Isangi (hoy diócesis de Isangi) mediante la bula Enascentium inter del papa Pío XII.
El 10 de noviembre de 1959 el vicariato apostólico fue elevado a diócesis con la bula Cum parvulum del papa Juan XXIII.

## Estadísticas
Según el Anuario Pontificio 2021 la diócesis tenía a fines de 2020 un total de 200 247 fieles bautizados.
| Año                                                                             | Población            | Población | Población      | Sacerdotes | Sacerdotes    | Sacerdotes    | Bautizados por sacerdote | Diáconos permanentes | Religiosos | Religiosos | Parroquias |
| Año                                                                             | Bautizados católicos | Total     | % de católicos | Total      | Clero secular | Clero regular | Bautizados por sacerdote | Diáconos permanentes | Varones    | Mujeres    | Parroquias |
| ------------------------------------------------------------------------------- | -------------------- | --------- | -------------- | ---------- | ------------- | ------------- | ------------------------ | -------------------- | ---------- | ---------- | ---------- |
| 1950                                                                            | 36 872               | 200 000   | 18.4           | 42         |               | 42            | 877                      |                      |            | 45         |            |
| 1957                                                                            | 47 623               | 205 000   | 23.2           | 54         | 1             | 53            | 881                      |                      |            | 61         | 18         |
| 1970                                                                            | 69 183               | 220 000   | 31.4           | 47         | 5             | 42            | 1471                     |                      | 50         | 23         |            |
| 1980                                                                            | 91 600               | 267 000   | 34.3           | 36         | 5             | 31            | 2544                     |                      | 37         | 33         |            |
| 1990                                                                            | 280 609              | 568 000   | 49.4           | 37         | 13            | 24            | 7584                     |                      | 39         | 32         | 20         |
| 1998                                                                            | 170 485              | 420 000   | 40.6           | 45         | 37            | 8             | 3788                     |                      | 14         | 29         | 20         |
| 2003                                                                            | 182 846              | 459 046   | 39.8           | 30         | 27            | 3             | 6094                     |                      | 10         | 30         | 20         |
| 2004                                                                            | 202 273              | 568 162   | 35.6           | 35         | 32            | 3             | 5779                     |                      | 10         | 30         | 20         |
| 2006                                                                            | 230 331              | 584 000   | 39.4           | 36         | 33            | 3             | 6398                     |                      | 10         | 31         | 20         |
| 2012                                                                            | 228 000              | 592 000   | 38.5           | 31         | 29            | 2             | 7354                     |                      | 13         | 48         | 20         |
| 2015                                                                            | 246 000              | 639 000   | 38.5           | 31         | 29            | 2             | 7935                     |                      | 10         | 51         | 20         |
| 2018                                                                            | 327 795              | 1 302 460 | 25.2           | 39         | 37            | 2             | 8405                     |                      | 10         | 55         | 20         |
| 2020                                                                            | 200 247              | 997 230   | 20.1           | 41         | 40            | 1             | 4884                     |                      | 1          | 60         | 20         |
| Fuente: Catholic-Hierarchy, que a su vez toma los datos del Anuario Pontificio. |                      |           |                |            |               |               |                          |                      |            |            |            |

## Episcopologio
- Gérard Wantenaar, M.H.M. † (2 de febrero de 1927-3 de diciembre de 1951 falleció)
- Willem van Kester, M.H.M. † (19 de junio de 1952-18 de noviembre de 1974 renunció)
- Ignace Matondo Kwa Nzambi, C.I.C.M. † (18 de noviembre de 1974-27 de junio de 1998 nombrado obispo de Molegbe)
  - Sede vacante (1998-2001)
- Joseph Mokobe Ndjoku, desde el 9 de noviembre de 2001